# Saint-Évariste-de-Forsyth
Saint-Évariste-de-Forsyth är en sektor i kommunen Courcelles–Saint-Évariste, till 2023 en separat kommun, i Kanada. Den ligger i regionen Chaudière-Appalaches och provinsen Québec, i den sydöstra delen av landet, 400 km öster om huvudstaden Ottawa. Antalet invånare var 511 vid folkräkningen 2021.